# 誠心寺 (江戸川区)
誠心寺（じょうしんじ）は、東京都江戸川区にある浄土宗の寺院。

## 概要
1602年（慶長7年）、行誉清教によって開山された。1466年（文正元年）、天誉龍頭が草庵を建て、その後に行誉清教が寺院として整備したのが起源である。
本尊の阿弥陀如来像や観世音菩薩像は、江戸川区によって有形文化財に指定されている。

## 文化財
- 木造阿弥陀如来坐像 - 江戸川区登録有形文化財・彫刻、江戸時代の作[2]
- 木造聖観世音菩薩立像 - 江戸川区指定有形文化財・彫刻、南北朝頃の作[3]。
  - 『新編武蔵風土記稿』に「長島の海中より出現」と書かれている[3][注釈 1]。
- 木造薬師如来立像 - 江戸川区登録有形文化財・彫刻、室町時代の作[5]
- 庚申塔（寛文8年銘）- 江戸川区登録有形民俗文化財・民俗資料[6]
- 庚申塔（寛文13年銘）- 江戸川区登録有形民俗文化財・民俗資料[7]

## 交通アクセス
- 一之江駅より徒歩9分（経路案内）。